# Elecciones presidenciales de Corea del Sur de 2017
Las elecciones presidenciales de Corea del Sur de 2017 se realizaron el 9 de mayo de 2017. Fueron las sextas elecciones desde la fundación de la VI República, después de la destitución de la presidenta Park Geun-hye. De acuerdo con la ley actual, la elección se desarrolló por elección de una sola ronda.
La elección estaba programada originalmente para celebrarse el 20 de diciembre de 2017 o antes, pero fue cambiada después de la decisión del Tribunal Constitucional de mantener el proceso de destitución de Park Geun-hye por parte de Asamblea Nacional. Mientras tanto, el primer ministro Hwang Kyo-ahn sucedió a Park como presidente interino. Después de que Park fuera destituida de su cargo por el Tribunal Constitucional, el presidente en funciones Hwang indicó que no participará por un período presidencial en su propio derecho.
Moon Jae-in del Partido Demócrata de Corea resultó elegido con el 41.08% venciendo a su rival conservador Hong Jun-pyo. Asumió la presidencia poco después de la publicación de los resultados oficiales y fue inaugurado presidente en la Asamblea Nacional el 10 de mayo de 2017.

## Antecedentes
Park Geun-hye del conservador Partido Saenuri (renombrado Partido Libertad de Corea en 2017) ganó las elecciones presidenciales anteriores en 2012, sucediendo a Lee Myung-bak del mismo partido.
El Partido Saenuri perdió las elecciones parlamentarias en abril de 2016, con partidos de oposición incluyendo al liberal Partido Demócrata y el Partido del Pueblo ganando una mayoría en la Asamblea Nacional. Los comentaristas describieron el resultado como dejar a Park como una presidente "pato rengo", ya que no podía volver a postularse a la presidencia de Corea del Sur para un nuevo mandato.

### Destitución de Park Geun-hye
El 9 de diciembre de 2016, la presidenta Park fue destituida por la Asamblea Nacional por 234 votos a favor y 56 en contra (con siete votos inválidos y dos abstenciones) después de su implicación en el escándalo político surcoreano de 2016. El Tribunal Constitucional revisó la moción del proceso de destitución.
El 10 de marzo de 2017, fue formalmente removida de su cargo, con una decisión unánime de los ocho magistrados de la Corte Constitucional que apoyaban su proceso de destitución. Las elecciones presidenciales deben celebrarse en un plazo de 60 días. Mientras tanto, el primer ministro Hwang Kyo-ahn sucederá a Park y culminará el resto del 18.º mandato presidencial.

## Candidatos
Los seis partidos representados en la Asamblea Nacional son el liberal Partido Demócrata de Corea, el conservador Partido Libertad de Corea, el centrista Partido del Pueblo, el conservador liberal Partido Bareun, el progresista Partido de la Justicia y el conservador Partido Saenuri que eran Pro-Park Geun-hye. 
Los números de boleta electoral para los candidatos de los principales partido se dieron de acuerdo a la distribución de asiento del candidato en la Asamblea Nacional. Los números de boletas electorales para candidatos independientes y de partidos menores fueron determinados a través de una lotería aleatoria por la Comisión Electoral Nacional. Los 5 primeros partidos escogieron a sus candidatos en sus respectivas primarias.
A continuación se presentaran los candidatos registrados, siendo de arriba abajo el orden de inscripción de acuerdo al procedimiento anteriormente explicado:
| Nombre         | Partido                         |
| -------------- | ------------------------------- |
| Moon Jae-in    | Partido Demócrata de Corea      |
| Hong Jun-pyo   | Partido Libertad de Corea       |
| Ahn Cheol-soo  | Partido del Pueblo              |
| Yoo Seung-min  | Partido Bareun                  |
| Sim Sang-jung  | Partido de la Justicia          |
| Cho Won-jin    | Partido Saenuri (2017)          |
| Oh Young-guk   | Partido Patriotas Económicos    |
| Chang Sung-min | Gran Unidad Nacional            |
| Lee Jae-oh     | Nuevo Partido 2018              |
| Kim Sun-dong   | Partido Popular Unificado       |
| Nam Jae-jun    | Partido Corea Patriótica        |
| Lee Kyung-hee  | Partido Popular Coreano         |
| Kim Jung-son   | Futura Unión Peninsular Coreana |
| Yoon Hong-sik  | Partido Hongik                  |
| Kim Min-chan   | Independiente                   |

Nota: durante la campaña, los candidatos Nam Jae-jun y Kim Jung-son renunciaron a sus postulaciones.